# Cristina Duarte

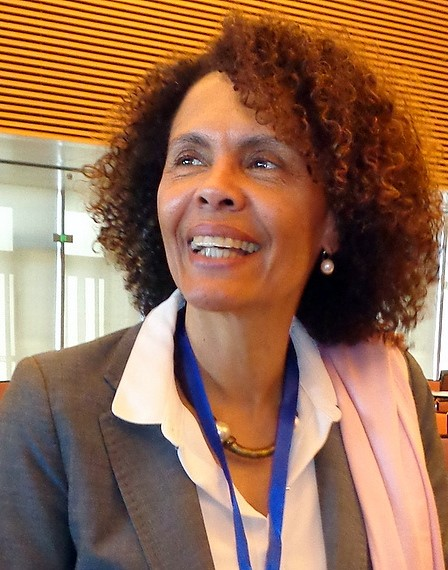
Cristina Duarte, March 2015

Cristina Duarte (* 2. September 1962 in Lissabon, Portugal) ist eine kap-verdianische Politikerin und Managerin. Seit 2020 ist sie Sonderberaterin des UN-Generalsekretärs für Afrika.

## Leben und Wirken
Sie ist die Tochter des kap-verdianischen Freiheitskämpfers Manuel Duarte, der für die Unabhängigkeit des Landes von Portugal kämpfte.
Die Grundschule besuchte sie in Angola, wo sie auch bis zu ihrem 12. Lebensjahr lebte, um dann ihr Abitur an einem Gymnasium auf den Kap-Verden zu machen.
Duarte studierte dann Internationales Recht und Verwaltungswissenschaften in den USA, wo sie auch ihr Diplom erlangte, und in Lissabon an der dortigen Verwaltungshochschule.
Dann folgten über 30 Jahre Tätigkeiten als Managerin und Beraterin im öffentlichen und privaten Sektor. So arbeitete sie für Projekte der Weltbank, war Direktorin beim Landwirtschaftsministerium der Republik der Kap-Verden, war Beraterin bei der African Development Bank und dem Internationalen Währungsfonds sowie als Vizepräsidentin von Citibank Angola tätig.
2006 erfolgte die Ernennung zur Finanzministerin der Republik der Kap Verden; das Amt hatte sie bis 2016 inne. Schwerpunkt ihrer Arbeit war der Kampf gegen die Armut.
Während ihrer 20-jährigen Amtszeit entwickelten sich die Kap Verden von einem armen Land zu einem der am besten funktionierenden, finanzstabilsten und sichersten Länder des Kontinents.
Sie ist verheiratet und Mutter zweier Kinder und spricht fließend Portugiesisch, Englisch, Italienisch und Französisch.
2020 wurde sie von UN-Generalsekretär Antonio Guterres zur UN-Sonderberaterin für Afrika ernannt.